# Kościół Świętej Trójcy w Lubnowie
Kościół Świętej Trójcy w Lubnowie – zabytkowy kościół we wsi Lubnów (powiat trzebnicki).
Kościół filialny parafii św. Michała Archanioła w Urazie.
Na ścianach zewnętrznych znajdują się epitafia:
- Ernsta von Diebitscha (zm. 1592), syna Dominikusa[2] i Anny von Stosch (1492-1524)[3], z herbami:
  - ojcowskimi, von: Diebitsch[2], Seidlitz
  - matczynymi, von: Stosch[3], Niebelschütz[4]
- Sabine von Braünin (zm. 1602), żony Ernsta von Diebitscha (zm. 1592), z herbami:
  - ojcowskimi, von: Braün, Glaubitz
  - matczynymi, von: Glaubitz, Glaubitz
    - Ernsta von Diebitsch (zm. 1609), syna Ernsta (zm.  1592),  Sabine von Braün[5] (zm. 1602), z herbami:
      - ojcowskimi, von: Diebitsch[2], Stosch[3],
      - matczynymi, von: Braün[5], Glaubitz

    - Hansa von Diebitsch, syna Ernsta i Sabine[5], z herbami:
      - ojcowskimi, von: Diebitsch[2], Stosch[3],
      - matczynymi, von: Braün[5], Glaubitz,

    - Hedwigis[6], Hedwigis i Anny von Diebitsch, córek Ernsta i Sabine[5], z herbami:
      - ojcowskimi, von: Diebitsch[2], Stosch[3],
      - matczynymi, von: Braün[5], Glaubitz,

    - Friedricha von Diebitsch (1583-1617), syna Ernsta i Sabine von Braün (zm. 1602)[5], męża Evy von Schliebitz[7], z herbami:
      - ojcowskimi, von: Diebitsch[2], Stosch[3], Seidlitz[8], Niebelschütz[4]
      - matczynymi, von: Braün[5], Glaubitz, Glaubitz, Glaubitz
        - Anny von Diebitsch (1605–1621)[9], córki Friedricha von Diebitsch (1583-1617), z herbami:
          - ojcowskimi, von: Diebitsch, Braün
          - matczynymi, von:  Schliewitz[7], Nimptsch

        - Evy von Diebitsch (1614-1625)[10], córki Friedricha von Diebitsch (1583-1617), z herbami:
          - ojcowskimi, von: Diebitsch, Braün
          - matczynymi, von: Schliewitz[7], Nimptsch

    - Elisabethy von Diebitsch (zm. 1622), z herbami:
      - ojcowskimi, von: Diebitsch,  Stosch,
      - matczynymi, von:  Nimptsch, X[8].

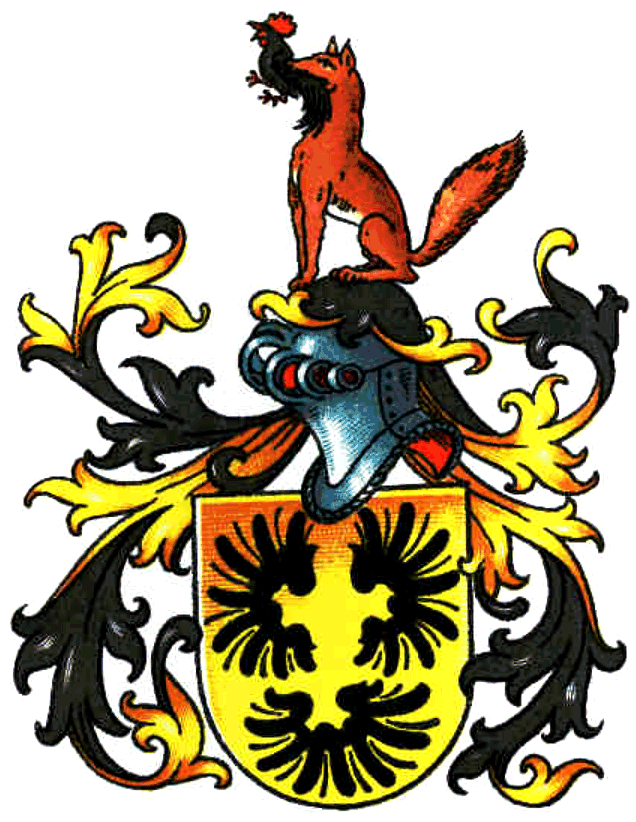
Herb von Diebitsch
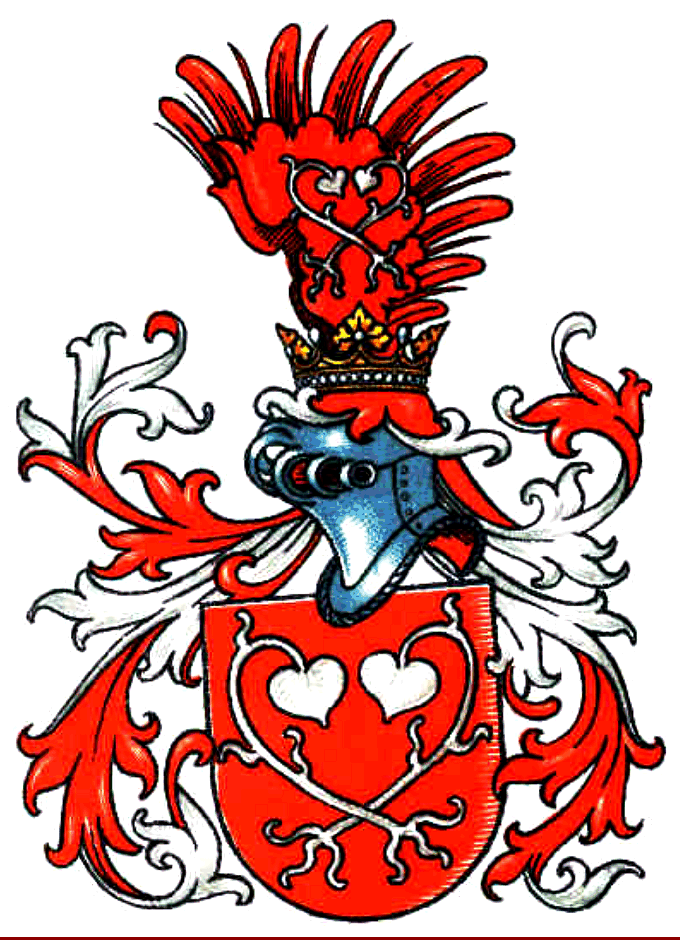
Herb von Stosch
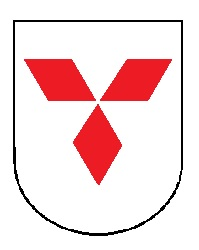
Herb von Braun
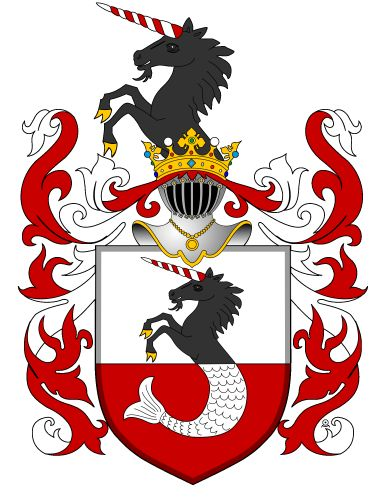
Herb von Nimptsch
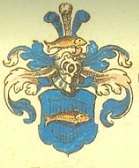
Herb von Glaubitz
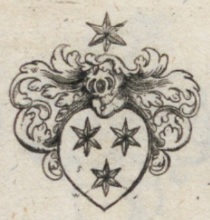
Herb von Schliewitz
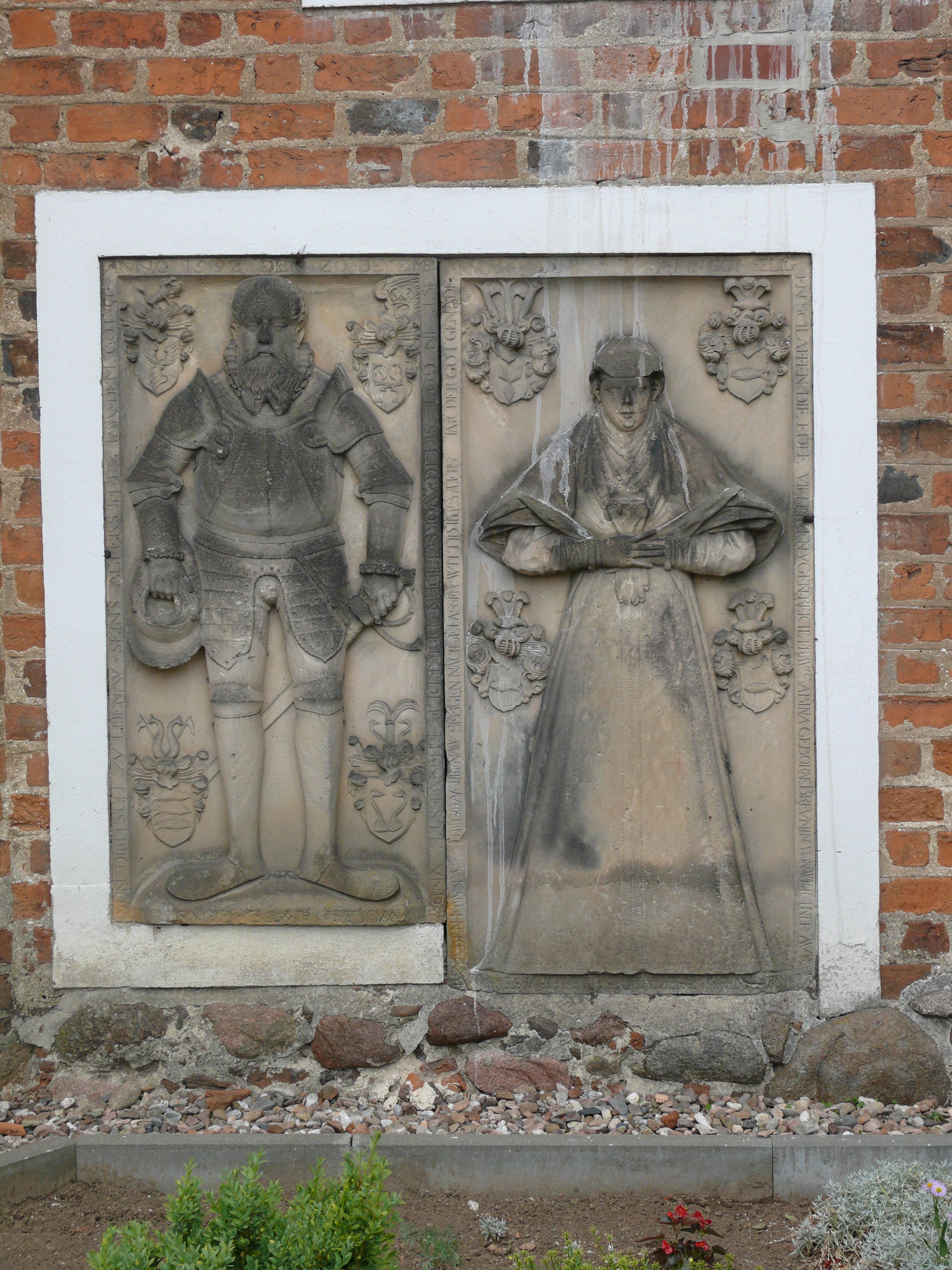
Epitafia: Ernsta Diebitscha i Sabine Braünin (+1602)
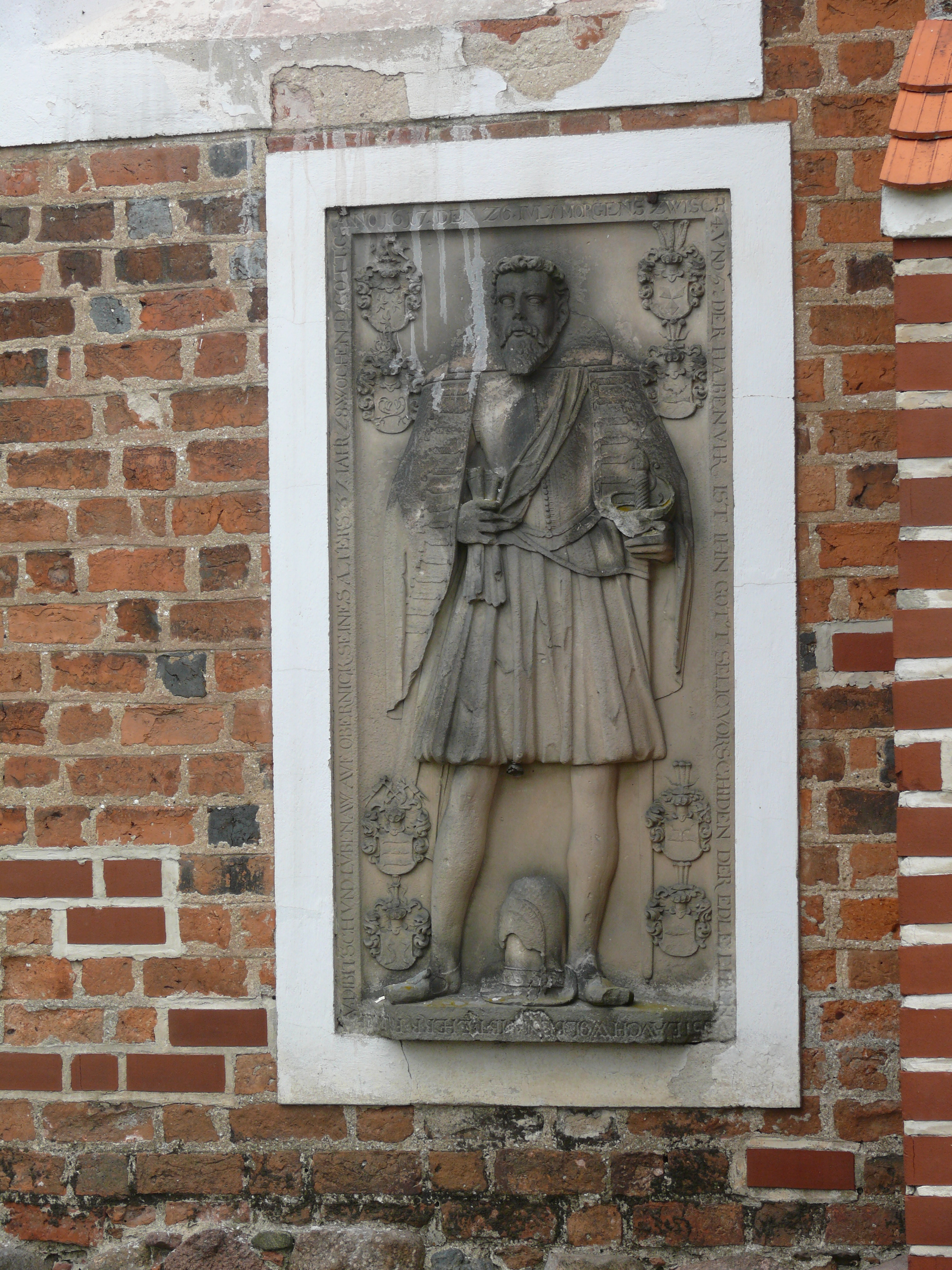
Epitafium Friedricha Diebitscha (+1617)
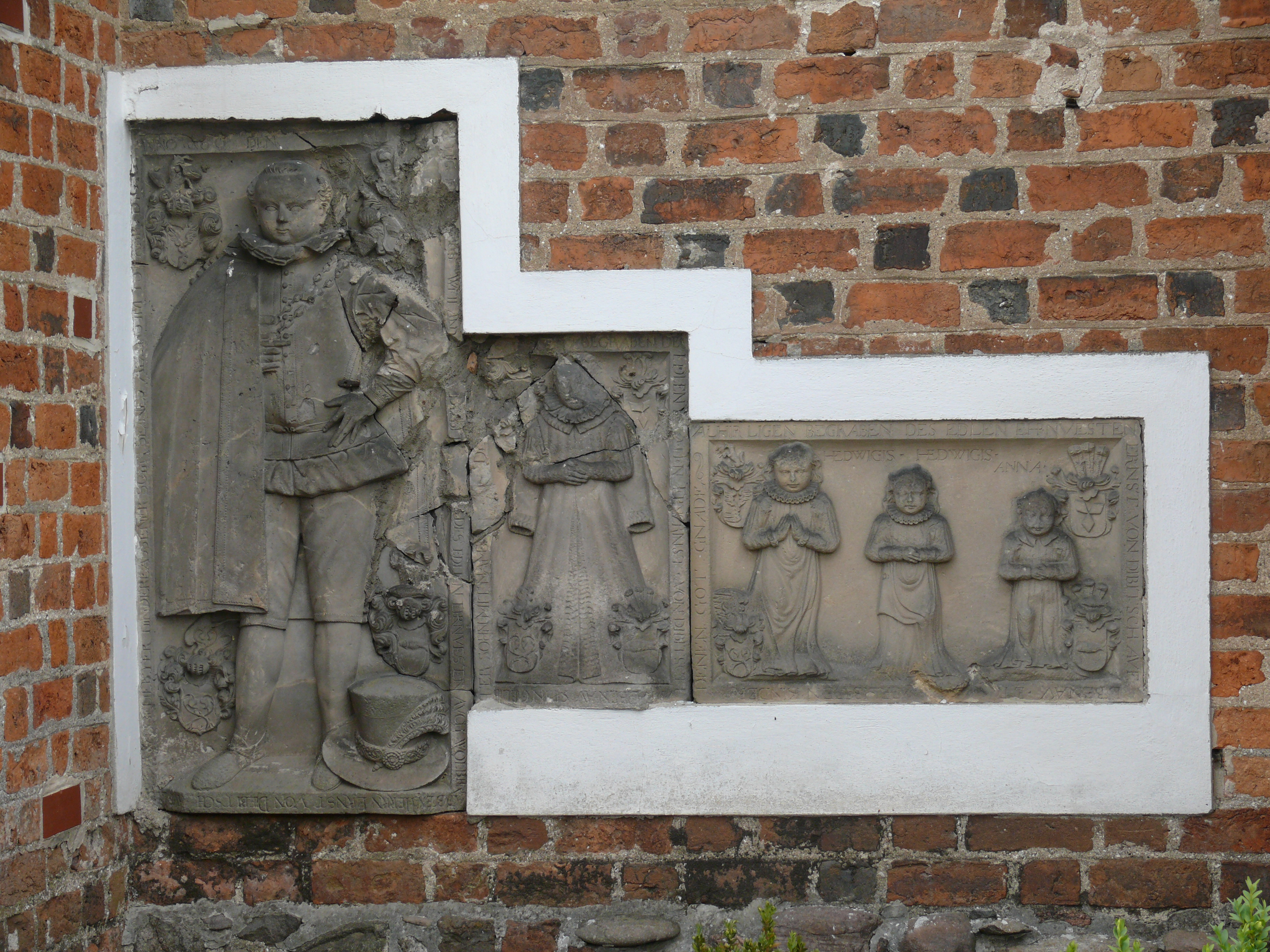
Epitafia Hansa i Hedwigis, Hedwigis, Anny Diebitsch
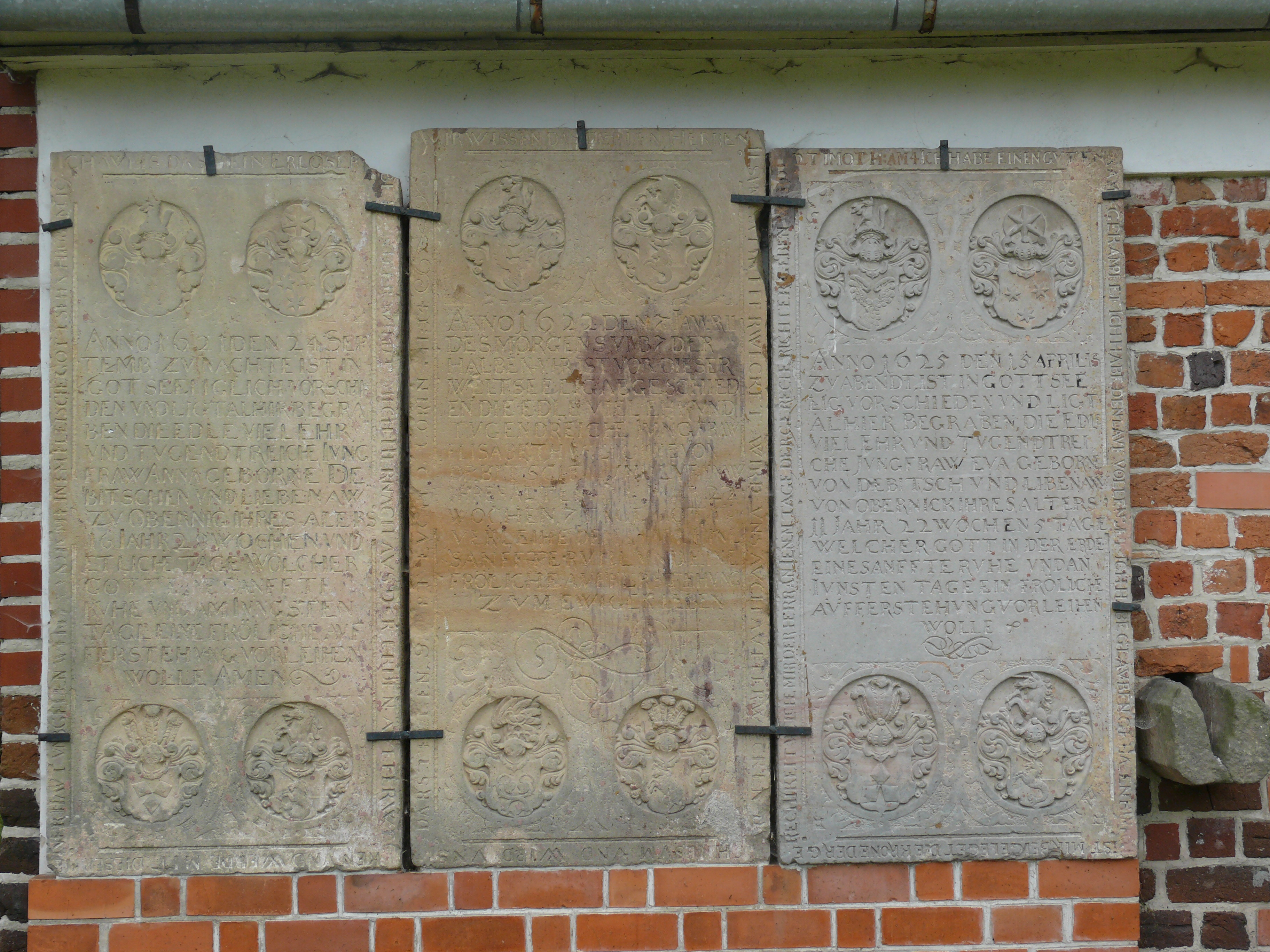
Epitafia: Anny, Elisabethy, Evy von Diebitsch (+1625)